# Catalina Foothills, Arizona
Catalina Foothills je naseljeno područje za statističke svrhe u američkoj saveznoj državi Arizona. Prema popisu stanovništva iz 2010. u njemu je živjelo 50,796 stanovnika.